# Brahmavihāra
Le brahmavihāra ("dimora divina o di Brahma") sono quattro attitudini mentali o virtù da coltivare con pratiche volte a svilupparle, dette bhāvanā, ovvero meditazione, coltivazione della mente. È un termine usato nel canone buddista.

## Descrizione
Le quattro brahmavihāra sono definite in lingua pāli:
1. mettā: benevolenza o amicizia o anche amore gratuito;
2. karuṇā: compassione nel senso di empatia e non di commiserazione o pietà;
3. muditā: gioia compartecipe, gioia che si comunica agli altri e partecipe della gioia degli altri;
4. upekkhā: equanimità, capacità di offrire considerazione a tutti, da non confondere con l'indifferenza.

La pratica di queste qualità prende il nome rispettivamente di mettā bhāvanā, karuṇā bhāvanā e così via.